# FWER
A statisztikában a FWER (Family-wise error rate) annak a valószínűsége, hogy egy vagy több hamis megállapítást teszünk, illetve az elsődfajú hiba valószínűsége többszörös hipotézisvizsgálatnál.

## Története
A szakkifejezést John Tukey alkotta, jelentése: hibaráta, kísérletenkénti hibaráta. Célja az volt, hogy kimutassa azt a hibahatárt, amivel a kutatások dolgozhatnak. A kutatásokban ez a többszörös hipotézisvizsgálat egyféle kontroll-szintjeként működik.

## Háttere
A „család” kifejezésnek különböző statisztikai definíciói vannak:
- Hochberg és Tamhane 1987-ben olyan következtetések gyűjteményeként definiálta, amelyeket a hibamérésnél érdemes számba venni.[2]
- Cox 1982-ben az alábbiakat állapította meg a „családra” vonatkozóan:
  1. Az adatbányászat miatt számításba kell venni a szelekciós hatást.
  2. Ahhoz, hogy helyes döntést lehessen hozni, a következmények egy csoportjának biztosítani kell az egyidejű bekövetkeztét.

A család leginkább a lehetséges szelekciós következmények, következtetések figyelembe vételeként definiálható.
A család az analízis legkisebb item-gyűjteménye. Jelentésük bizonyos esetekben felcserélhető, attól függően, hogy az aktuális mérések eredményei mely jelentés kiemelését teszik lehetővé.

## Az összetett hipotézisvizsgálat osztályozása
A lenti táblázat összefoglalja a nullhipotézisek összetett vizsgálatának lehetséges kimeneteleit. Feltesszük, hogy m darab nullhipotézissel rendelkezünk, amiket H1, H2, ..., Hm-mel jelölünk.
A statisztikai próba során elvetjük a nullhipotézist, ha a próba szignifikánsnak bizonyul. Ha a teszt nem mutat szignifikáns eredményt, a nullhipotézist megtartjuk. Az összes fajta kimenetel összegzésével a következő valószínűségi változókat kapjuk:
|                                        | A nullhipotézis igaz (H0) | Az ellenhipotézis igaz (HA) | Összes eset |
| -------------------------------------- | ------------------------- | --------------------------- | ----------- |
| A teszt szignifikáns eredményt hoz     | V                         | S                           | R           |
| A teszt nem hoz szignifikáns eredményt | U                         | T                           | m - R       |
| Összes eset                            | m0                        | m - m0                      | m           |

- H0: nullhipotézis
- HA: ellenhipotézis
- m: az összes tesztelt hipotézis száma
- m0: az igaz nullhipotézisek száma, ismeretlen paraméter
- m - m0: az igaz ellenhipotézisek száma
- V: tévesen elfogadott ellenhipotézisek száma (elsőfajú hiba)
- S: megfelelően elfogadott ellenhipotézisek száma
- T: tévesen elvetett nullhipotézisek száma (másodfajú hiba)
- U: megfelelően elvetett nullhipotézisek száma
- R = V + S: elvetett nullhipotézisek száma

Az m darab hipotézisvizsgálatnál, ahol m0 az igaz nullhipotézisek számát jelöli, az R egy megfigyelhető random változó, az S, T, U és V változók pedig nem megfigyelhető random változók.

## Definíció
A FWER annak a valószínűsége, hogy legalább egy elsőfajú hibát vétünk a családban.
{\displaystyle FWER=Pr(V\geqslant ),} ami ekvivalens azzal, hogy
{\displaystyle FWER=1-Pr(V=0).}
Ily módon, a {\displaystyle FWER\leq \alpha } állítás szerint, annak a valószínűségét, hogy egy vagy több elsőfajú hibát vétünk, {\displaystyle \alpha }-szinttel szokás kontrollálni.
Az {\displaystyle \alpha } gyenge kontrollnak minősül, ha a kontroll csak a globális nullhipotézis teljesülése mellett garantált.
A FWER erősen van kontrollálva, ha az {\displaystyle \alpha }-szint bármely null- és ellenhipotézis konfigurációjának teljesülését garantálja (akár igaz, akár hamis a globális nullhipotézis).

## Kontrolláló eljárások
Az alábbi kontrolláló eljárások közül néhány klasszikus eljárás, melyek a FWER erős {\displaystyle \alpha }-kontrollját biztosítják, illetve találunk néhány újabb eljárást is.
Ezen eljárások célja, hogy legalább egy hamis eredmény valószínűségét limitálják.

## Alternatív megközelítések
A FWER-kontroll szigorúbb módon kezeli a tévkövetkeztetéseket (false discovery), mint az FDR (false discovery rate) eljárások. A FWER kontroll csak annak valószínűségére korlátozódik, hogy legalább egy hibás döntést hozunk, míg a FDR tágabb értelemben, a tévkövetkeztetések várt arányára korlátozódik. Ily módon a FDR eljárásoknak nagyobb ára is van: esetükben megnő az elsőfajú hiba aránya, azaz nagyobb arányban vetünk el valós nullhipotéziseket.
A másik oldalról pedig a FWER kevésbé szigorú, mint a családra vonatkozó hibaarány-kontroll (per-family error rate control), ugyanis ebben az esetben a várt hibák száma a családra vonatkozóan van limitálva. Míg a FWER-kontrollt legalább egy hibás következtetés esetén használjuk, addig a családra vonatkozó hibaarány-kontrollal esetén más a helyzet. Utóbbi nem kezeli az egyidejű többszörös tévkövetkeztetéseket súlyosabb esetként, mint az egy tévkövetkeztetést.
A Bonferroni-korrekciónál gyakran úgy tartják, hogy pusztán csak a FWER-t kontrollálja, ám valójában a családra vonatkozó hibaarányra vonatkozóan is alkalmazható.